# TV Jovem
TV Jovem é uma emissora de televisão brasileira instalada na cidade de Palmas, capital do Estado do Tocantins. Opera no canal 7 (18 UHF digital) e é afiliada a Record. A emissora pertence ao Sistema de Comunicação do Tocantins, de propriedade do treinador e político Vanderlei Luxemburgo.

## História

### 2000-2007: SBT
Inaugurada em 11 de outubro de 2000, A TV Jovem entrava no ar pelo canal 11 VHF, anteriormente ocupado por uma retransmissora da TV Anhanguera Gurupi, afiliada à Rede Globo. A emissora passa a ser afiliada ao Sistema Brasileiro de Televisão (SBT).
A emissora contava com muitos programas locais, como o Tocantins Urgente (inicialmente apresentado por Waldemar Júnior, e mais tarde, por Alysson Lima), Agenda Médica e Saúde Bucal (apresentados por Lúbia Araújo) e Juventude Gospel (apresentado por Merian Silva), além dos programas Aceleração e Espaço Livre.
Em 1º de abril de 2007, a TV Jovem sai do ar. O motivo é a venda da concessão do canal 11 para a TV Anhanguera Palmas (inaugurada em 2005), da Organização Jaime Câmara, afiliada da Rede Globo no Tocantins.

### 2007-presente: Rede Record/RecordTV
Em 7 de dezembro de 2007, a TV Jovem retorna ao ar, mas no canal 7 e afiliada à Rede Record (atualmente RecordTV). Após a nova afiliação, a TV Jovem passa a exibir outros programas, como o Esporte Mais, o jornalístico Tempo Real, Programa Nogueira Júnior e o Olhar Digital na Construção Civil. A antiga afiliada da Record no estado, a TV Lajeado, é extinta, e o canal 2 VHF, ocupado pela emissora, passa a integrar a TV Girassol.
Em 16 de outubro de 2018, a TV Jovem volta com um telejornal noturno, o Cidade Alerta TO, com a apresentação de Beto Palaci. Em 24 de agosto de 2019, a emissora passa a exibir a programação nacional da RecordTV em alta definição, e em 9 de setembro, passa a exibir sua programação local em alta definição.

## Programas
Além de retransmitir a programação da RecordTV, a emissora também exibe os seguintes programas:
- Balanço Geral TO Manhã: Jornalístico, com Lucas Ferreira;
- Balanço Geral TO: Jornalístico, com Chayla Felix;
- Cidade Alerta Tocantins: Jornalístico policial, com Marcelo Abrantes.

Diversos outros programas compuseram a grade da emissora, e foram descontinuados:
- Aceleração
- Agenda Médica
- Arquitetura Tocantinense
- Espaço Livre
- Esporte Mais
- Jornal da Jovem
- Juventude Gospel
- Olhar Digital na Construção Civil
- Plágio
- Programa Nogueira Júnior
- Tempo Real
- Tocantins Urgente

## Sinal digital
| PSIP | Canal  | Proporção de tela | Programação                        |
| ---- | ------ | ----------------- | ---------------------------------- |
| 7.1  | 18 UHF | 1080i             | Programação da TV Jovem / RecordTV |

A emissora passou a transmitir pelo sinal digital em 27 de junho de 2018, pelo canal 18 UHF (7.1 virtual). Em 9 de setembro de 2019, os telejornais e programas da emissora passaram a ser exibidos em alta definição.
Transição para o sinal digital
Com base no decreto federal de transição das emissoras de TV brasileiras do sinal analógico para o digital, a TV Jovem, bem como as outras emissoras de Palmas, cessou suas transmissões pelo canal 7 VHF em 14 de agosto de 2018, seguindo o cronograma oficial da ANATEL. O switch-off ocorreu à meia-noite e cinco de 15 de agosto de 2018, durante o Programa do Porchat, entrando uma cartela do MCTIC e da ANATEL sobre o desligamento.

## Controvérsias
Em 9 de junho de 2006, a TV Jovem, juntamente com as emissoras em Palmas (TV Cristal, TV Lajeado, TV Gênesis e Rede Boas Novas Palmas) são condenadas pelo ministro Cesar Asfor Rocha, corregedor-geral do Tribunal Superior Eleitoral (TSE), por terem deixado de transmitir parcialmente, a propaganda partidária do Partido Democrático Trabalhista (PDT). O partido conseguiu a vitória, depois que convenceu o TSE de que as cinco emissoras de TV em Palmas e de cidades tocantinenses manipularam politicamente seu programa partidário semestral, com edições da propaganda no dia 8 de maio, quando as emissoras boicotaram a exibição, apesar de terem recebido, cada uma, a fita contendo a gravação do programa com antecedência superior a 24 horas. O TSE reconheceu a má-fé das emissoras, pois a TV Jovem editou a fita do programa partidário do partido, deixando de transmitir seus quatro minutos e meio iniciais, enquanto as demais quatro emissoras (inclusive a TV Cristal) nem chegaram a exibir o programa. As emissoras foram, no dia 28 de junho, determinadas a exibir na íntegra o programa do partido.